# Agnesium
 (février 2022).
Agnesium (ou francisé « agnésium ») est un néologisme et un anglicisme, utilisé pour décrire une entité ou organisation puissante et efficiente. 
Le mot est une combinaison d' agnes – latin pour puissant, efficace – et du suffixe -ium, indiquant une structure biologique.
Le principe de base de l'agnesium est qu'au sein de ses structures/organisations complexes, il existe de nombreuses interdépendances entre ses membres, qui ne sont pas connues, comprises ni exploitées. En reconnaissant, comprenant et tirant parti de ces interdépendances cachées, une organisation peut être ou devenir proactive, adaptative et exploiteuse.